# Puente cubierto de Forksville
El puente cubierto de Forksville es un puente de arco y armadura de Burr, que cruza el río Loyalstock, en el borough de Forksville, condado de Sullivan, en el estado norteamericano de Pensilvania. Se construyó en 1850 y mide 46.61 m de largo. En 1980 se inscribió en el Registro Nacional de Lugares Históricos (RNLH). Su nombre procede del borough donde se encuentra, así llamado por la confluencia (forks en inglés) de los ríos Loyalstock y Little Loyalstock.
Pensilvania tuvo el primer puente cubierto de los Estados Unidos, y tanto en el siglo XIX como en el XXI ha tenido el mayor número de puentes de este tipo, que fueron una transición entre los puentes de piedra y los de metal. El techo y las paredes protegen de la intemperie la estructura de madera. El puente de Forksville es del tipo de arco y armadura, con un arco de carga inserto en una armadura de múltiples puntales que le dan fuerza y rigidez. El supervisor de la construcción fue Sadler Rogers, entonces de 18 años, que usó para ello un modelo de la estructura tallado a mano por él mismo. El puente sirvió como sección de aforo (para medir el caudal del río) de 1908 a 1913, y sigue siendo puente oficial de una carretera estatal de Pensilvania. La Administración Federal de Carreteras del Departamento de Transporte de los Estados Unidos lo considera el modelo de puente cubierto de techo clásico a dos aguas, y es el logotipo de una compañía de seguros de Pensilvania.
El puente se restauró en 1970 y 2004, y sigue en uso, con un promedio de tráfico diario de 224 vehículos en 2009. Pese a las restauraciones, en 2009 la calificación de suficiencia de la estructura en el Inventario Nacional de Puentes (INP) fue de solo 17.7 por ciento, y su estado se consideró «esencialmente inadmisible, con una necesidad prioritaria de medidas correctivas». Es uno de los tres puentes cubiertos que quedan en el condado de Sullivan, y según el libro de Susan M. Zacher The Covered Bridges of Pennsylvania: A Guide, su localización «sobre el pedregoso río Loyalstock» es «uno de los escenarios naturales más atractivos del estado».

## Perspectiva general
El puente se encuentra en el borough de Forksville, en la calle Bridge, un ramal de la carretera estatal 4012, al oeste de la carretera 154 de Pensilvania. Se localiza a unos 300 m al sur de la carretera 87 de Pensilvania y a 3 km al norte del Parque estatal del Fin del Mundo, en la carretera estatal 154. Puente cubierto de Forksville es su nombre oficial en el Registro Nacional de Lugares Históricos. El condado de Sullivan está en el centro norte de Pensilvania, a unos 198 km al noroeste de Filadelfia y a 314 km al estenoreste de Pittsburgh.
El puente está ubicado río arriba de la confluencia  de los ríos Loyalstock y Little Loyalstock. Esta confluencia era llamada «la horquilla del Loyalsock» y dio nombre al municipio de Forks cuando este se constituyó, en 1833, luego de formar parte del condado de Lycoming. El condado de Sullivan se formó con una parte del de Lycoming el 14 de marzo de 1847, y el puente se construyó en 1850. El nombre del puente procede del de la comunidad de Forksville, que ocupa tierras originalmente colonizadas en 1794, se trazó como aldea en 1854 y se constituyó como borough con parte del municipio de Forks el 22 de diciembre de 1880.

## Historia

### Antecedentes
El primer puente cubierto de los Estados Unidos se construyó en 1800 sobre el río Schuylkill, en Filadelfia, Pensilvania. Según Zacher, en el estado también se construyeron los primeros puentes cubiertos de arco y armadura de Burr. Se calcula que Pensilvania en otro tiempo tuvo por lo menos 1 500 puentes cubiertos, y se cree que entre 1830 y 1875 tuvo el mayor número en el país. En 2001 se conservaban más puentes cubiertos de interés histórico en Pensilvania que en cualquier otro estado: un total de 221 en 40 de los 67 condados.
Los puentes cubiertos fueron una transición entre los de piedra y los de metal, estos últimos de hierro fundido o acero. En la Pensilvania del siglo XIX la madera era un recurso abundante para la construcción de puentes, pero no duraba mucho expuesta a la intemperie. El techo y las paredes de los puentes cubiertos protegían las partes estructurales, lo que permitió que algunos de ellos se conservaran mucho más de un siglo. La estructura de arco y armadura de Burr consiste en un arco de carga entrecruzado con una armadura de múltiples puntales, lo que produce una estructura más fuerte y rígida que las de uno solo de esos elementos.

### Construcción y descripción
Aunque en 1890 había 30 puentes cubiertos en el condado de Sullivan, en 1954 quedaban solo cinco, y en 2011 solo tres: Forksville, Hillsgrove, y Sonestown. Los tres son cubiertos, de arco y armadura de Burr, y se construyeron en 1850. El de Forksville lo construyó para el condado de Sullivan Sadler Rogers (o Rodgers), un joven oriundo de Forksville que entonces tenía solo 18 años. Talló a mano un modelo del puente antes de que comenzara la obra, y lo usó para supervisarla. Rogers construyó los puentes de Forksville y Hillsgrove sobre el río Loyalsock, este último a ocho kilómetros río abajo del primero. Aunque la mayoría de las fuentes no mencionan al constructor del puente de Sonestown, un artículo periodístico de 1997 sobre los puentes cubiertos que se conservaban en el condado de Sullivan dio a conocer que Rogers también lo había diseñado.

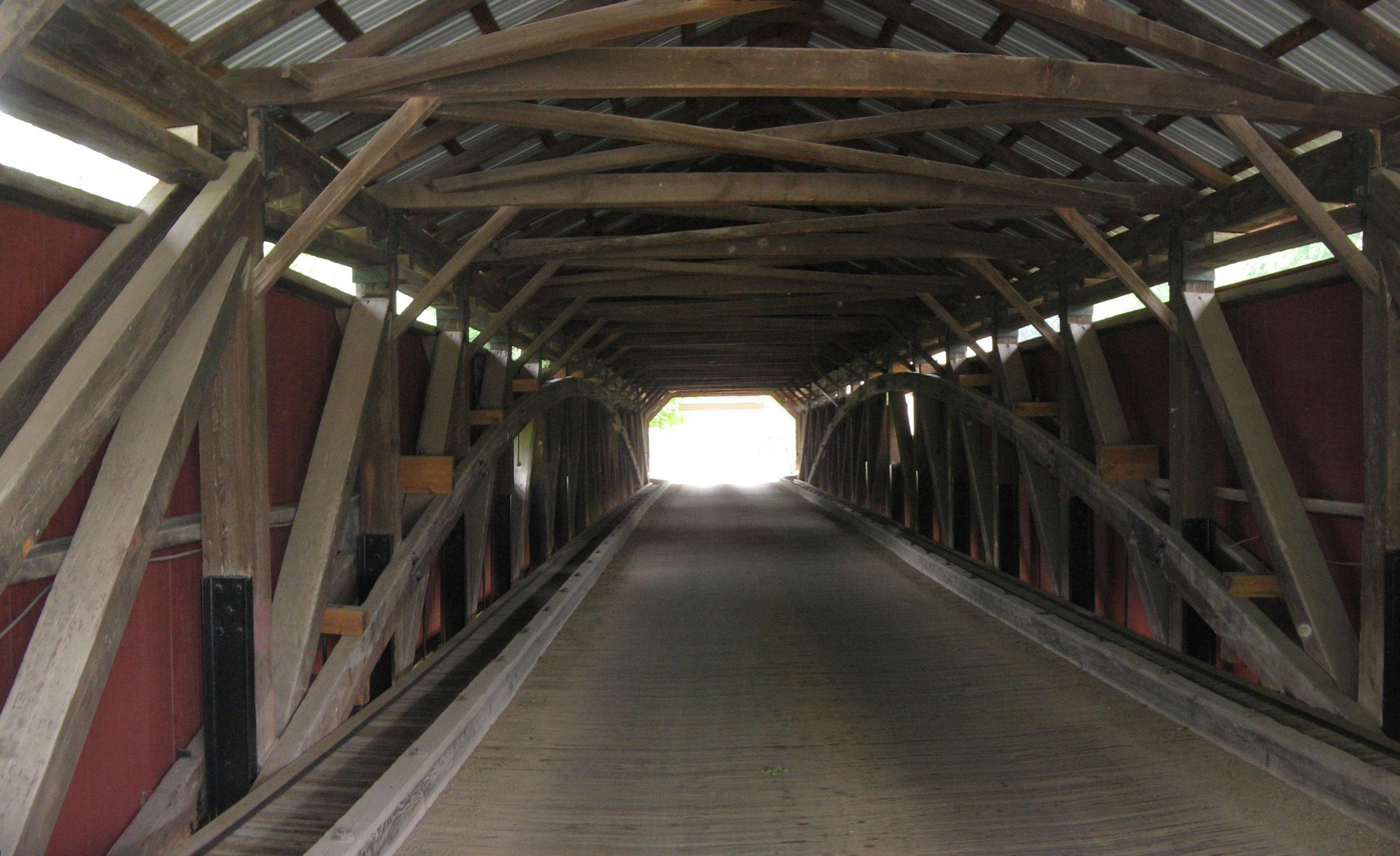
Vista interior del puente, en la que se aprecia la estructura de arco y armadura de Burr.

El puente cubierto de Forksville se agregó al Registro Nacional de Lugares Históricos (RNLH) el 24 de julio de 1980, en una propuesta de siete puentes cubiertos en los condados de Bradford, Sullivan y Lycoming. En el Inventario Nacional de Puentes de 2009 el puente figura como de 46.61 m de largo, con una calzada de 3.7 m y una capacidad de carga máxima de 2.7 toneladas. Según el RNLH, el ancho de la calzada es de 4.6 m, lo que apenas basta para un carril de circulación. En 2011 cada portal tenía un letrero en lo alto que decía «1850 Sadler Rogers», encima de la señal que indica la altura libre, de 2.4 m y otra, que cuelga debajo de ambas, que prohíbe la entrada de camionetas y camiones.
El puente descansa sobre los estribos de piedra originales, que se han reforzado con concreto. El tablero, que hoy se sostiene con vigas de acero, está hecho de «tablones muy angostos puestos de través». A ambos lados hay aceras protegidas del tránsito de la calzada por bordillos, y que a su vez protegen los lados del puente,  cubiertos de tablones verticales casi hasta los aleros. El puente tiene ventanas largas y angostas con persianas de madera: el lado sur tiene cuatro y el norte tres. Una abertura entre los aleros y las paredes corre a lo largo del puente por ambos lados. La estructura descansa en arcos y armaduras de Burr de 16 paños, con vigas de madera. El techo de dos aguas es de lámina de metal y está considerado el modelo de «techo clásico a dos aguas» por el Centro Turner-Fairbank de Investigación de Carreteras de la Administración Federal de Carreteras del Departamento de Transporte de los Estados Unidos.

### Restauración y uso

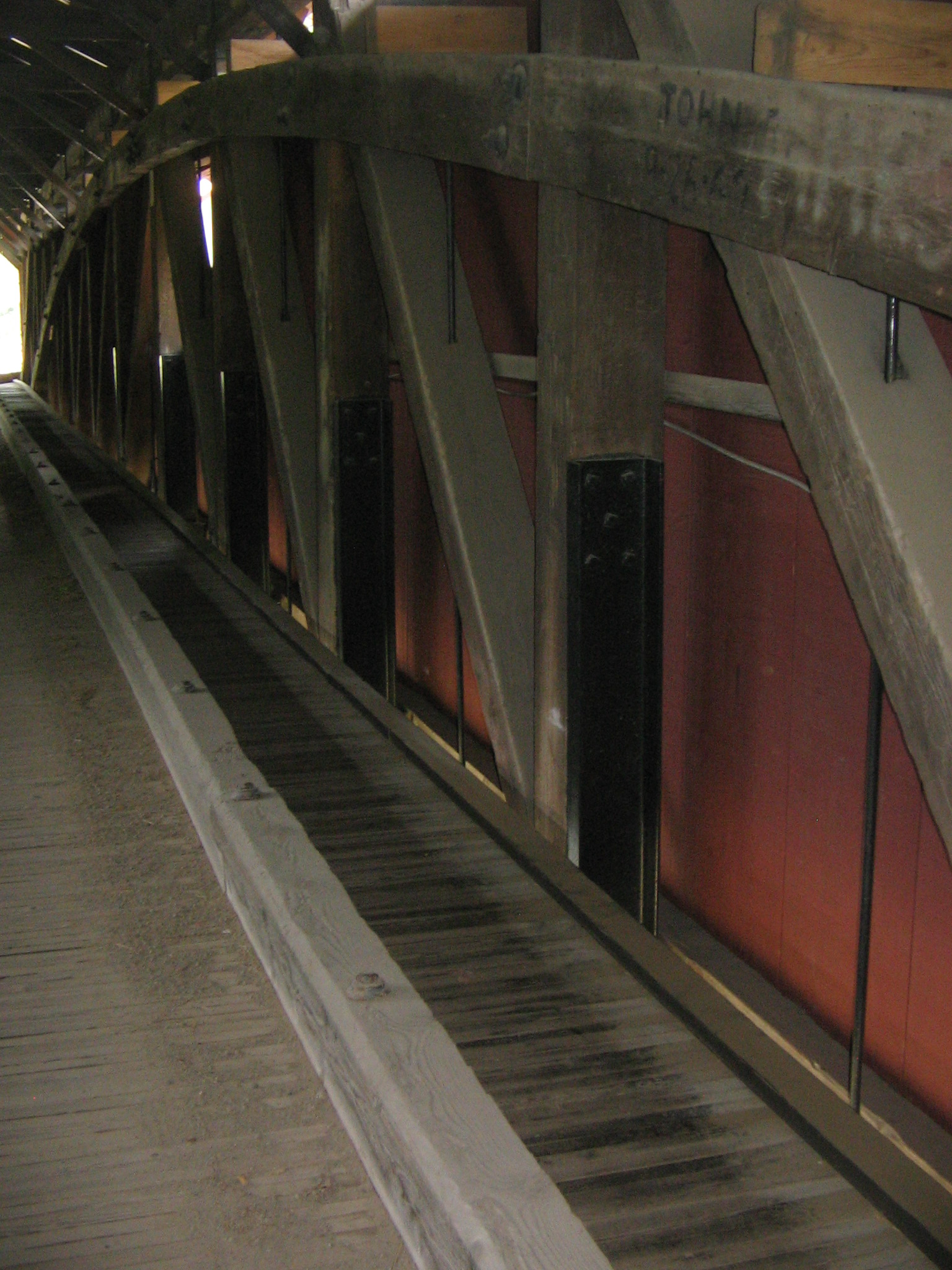
Detalle del tablero, el bordillo, la acera y las vigas de acero negro de los puntales de la armadura.

En el siglo XIX el puente cubierto de Forksville sobrevivió a las inundaciones catastróficas que el 1 de marzo de 1865 y el 1 de junio de 1889 destruyeron otros puentes del valle de la rama oeste del río Susquehanna. Aproximadamente entre 1870 y 1890, los aserraderos de la cuenca del Loyalsock produjeron balsas de troncos, cada una de entre 12 y 70 m³ de madera, que pasaban flotando bajo el puente, río abajo por el Loyalsock hasta su desembocadura en Montoursville, y algunas seguían más allá por la rama oeste del Susquehanna. La actividad terminó cuando todos los bosques de tuya del Canadá quedaron talados.
De 1908 a 1913 hubo una sección de aforo en el puente. Dos veces al día se medía el nivel del agua con una cadena de 6.67 m en el lado del puente que da río arriba, y del otro lado se hacían mediciones del caudal. En esa época se describió como «puente cubierto de carretera, de madera, de vano único». Sobrevivió a otra inundación importante el 16 de noviembre de 1926, cuando una presa reventó río arriba, pero sufrió «grandes daños» por la acumulación de hielo flotante el 23 de enero de 1959, en una inundación que dejó en las calles de Forksville témpanos que pesaban hasta 230 kg.
El puente cubierto de Forksville se restauró en 1970; el formulario correspondiente del RNLH registró «todo tipo de arreglos puntuales». Las obras estuvieron a cargo de T. Corbin Lewis, un maestro de obras y electricista retirado del municipio de Hillsgrove, cuya baja licitación de 48 000 dólares se prefirió a la de 185 000 de una empresa de Baltimore. El  Departamento de Transporte de Pensilvania, que es propietario del puente y responsable de darle mantenimiento, supervisó las obras, consistentes en trabajos menores en las «vigas y tirantes de hierro del piso», que se habían añadido años antes. Se instaló un entablado completamente nuevo, con bordillos de madera para conducir el tránsito de vehículos por el centro y proteger las aceras de los lados. Se abrieron por primera vez ventanas en los costados del puente, y se agregaron vigas principales de acero «para sostener la subestructura».

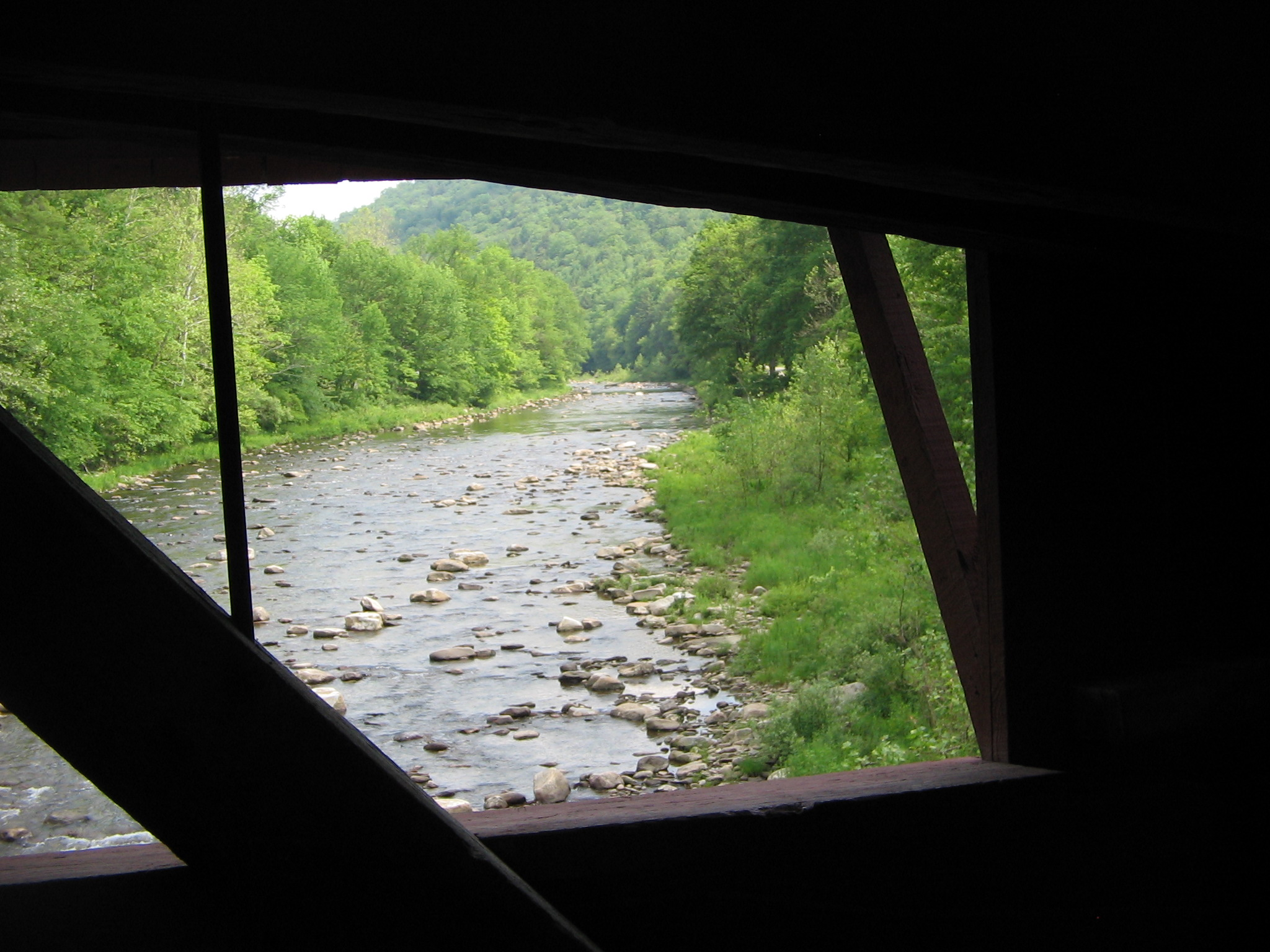
Vista al sur, hacia el río Loyalsock, por una ventana abierta en el puente en 1970.

Las actitudes hacia los puentes cubiertos en el condado de Sullivan cambiaron considerablemente en la segunda mitad del siglo XX. Dos de los cinco puentes que quedaban en 1954 se demolieron antes de 1970, y en ese lapso el Departamento de Transporte de Pensilvania consideró la posibilidad de derribar también el puente de Forksville. Si se restauró en vez de echarlo abajo, fue por su carácter histórico y su atractivo turístico. En 1980 se agregó al RNLH, y la Comisión Histórica y Museística de Pensilvania (PHMC, por sus siglas en inglés) hoy prohíbe la destrucción de todo puente cubierto del estado inscrito en el RNLH y tiene que aprobar todas las obras de restauración.
Según el INP, el puente se «reconstruyó» en 2004, pero no da mayores detalles. Todo el puente se ha reforzado con vigas de acero, incluidos los soportes verticales. En 2006 el puente se repintó de rojo, lo que llevó alrededor de tres semanas.
El estado del puente se calificó de «bueno» en el formulario del RNLH, el libro de 1994 de Zacher y el libro de 2001 de Evans. Sin embargo, el Inventario Nacional de Puentes de 2009 de la Administración Federal de Carreteras asignó a la estructura una calificación de suficiencia de 17.7 por ciento.
El dictamen determinó que los cimientos del puente «son estables para las condiciones de erosión hídrica del lecho», pero que los pretiles «no cumplen con las normas mínimas vigentes». Su estado general se consideró «esencialmente inadmisible, con una necesidad prioritaria de medidas correctivas»; el INP de 2006 calculó el costo de mejorar el puente en 463 000 dólares.

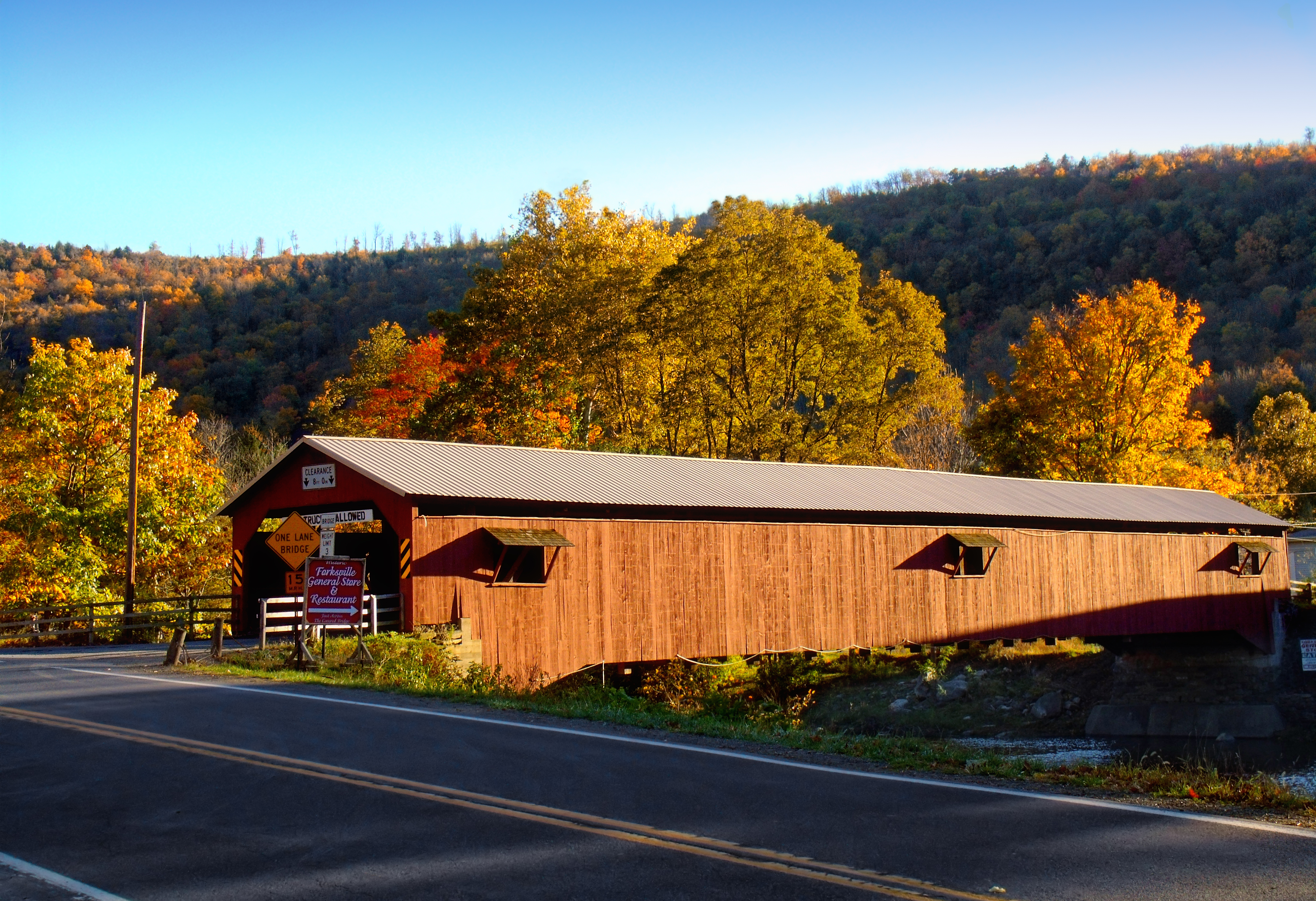
Portal este y lado norte desde la carretera estatal 154.

Hoy en día el puente cubierto de Forksville está sujeto a un uso intenso, ya que constituye la ruta más directa y corta de la carretera estatal 154, en su extremo este, a Forksville y su tienda de artículos de primera necesidad, a los que se accede por el extremo oeste. En el año 2000 Forksville tenía 147 habitantes. El límite de velocidad señalado es de 24 km/h, y el promedio diario de tránsito fue de 224 vehículos en 2009. El puente se usa como logotipo de la compañía de seguros Farmers & Mechanics Mutual, que se fundó en el condado de Sullivan en 1877.
Además de su utilidad, el puente es apreciado por su historia y su belleza. En 1970 un habitante de Forksville de largo tiempo habló de la relación del puente con el pasado: «Cuando se queda uno inmóvil en el puente y el bosque está en calma, casi se oyen los cascos de los caballos golpeteando en la calzada de madera como antaño; casi se ve a los niños que trepaban a las vigas del puente para zambullirse en cueros en el río». El libro de 1994 de ZacherThe Covered Bridges of Pennsylvania: A Guide dice del entorno natural del puente «sobre el pedregoso río Loyalsock» que es «uno de los escenarios naturales más atractivos del estado» 

## Características del puente

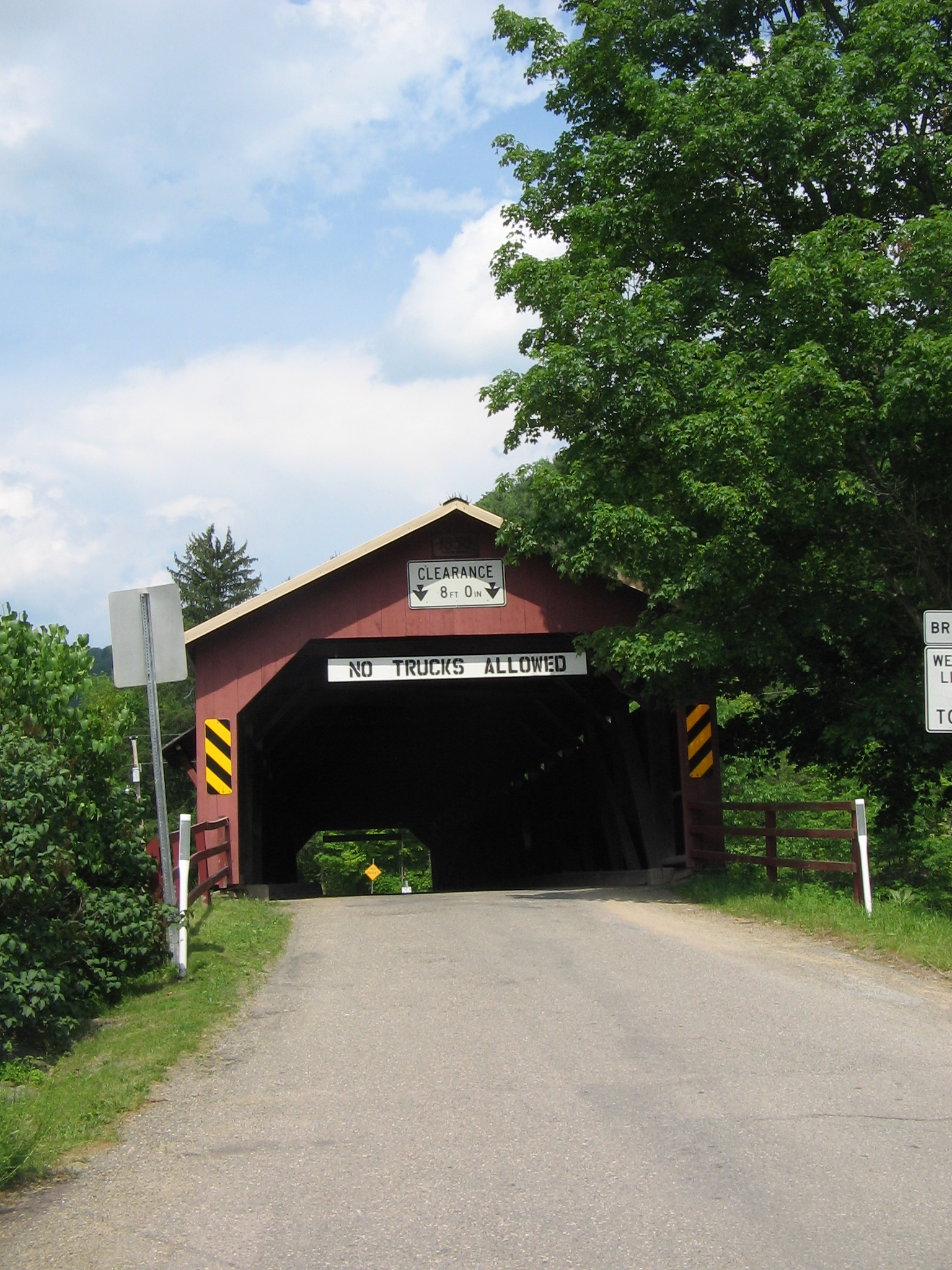
Señales de altura libre y no admisión de camiones y camionetas en el portal oeste.

En el siguiente cuadro se comparan las medidas publicadas de longitud, anchura y capacidad de carga recogidas por cuatro fuentes con distintos métodos, así como sus modos de llamar al puente y su constructor. El INP mide la longitud entre «las paredes posteriores de los estribos» o las ranuras del pavimento, y el ancho de la calzada como «la distancia mínima entre los bordillos o pretiles». El formulario del RNLH fue preparado por la Comisión Histórica y Museística de Pensilvania, que entrevistó a ingenieros del condado, sociedades históricas y de puentes cubiertos, y a otras personas acerca de todos los puentes cubiertos del estado. Los Evans visitaron todos los puentes cubiertos de Pensilvania en 2001 y midieron el largo (entre un portal y otro) y el ancho (en el portal) para su libro. La información del libro de Zacher se basa en un estudio de los puentes cubiertos de Pensilvania realizado en 1991 por la PHMC y el Departamento de Transporte del estado, ayudados por el gobierno local y entidades privadas. El artículo usa principalmente los datos del INP y el RNLH, pues son programas nacionales. 
| Longitud metros | Anchura metros | Capacidad de carga Toneladas | Designación | Constructor    | Fuente (año)  |
| --------------- | -------------- | ---------------------------- | ----------- | -------------- | ------------- |
| 46.6            | 3.7            | 2.7                          | SR 4012     | N/A            | INP (2009)    |
| 44.5            | 4.6            | N/A                          | Forksville  | Sadler Rogers  | RNLH (1980)   |
| 49.8            | 5.8            | N/A                          | Forksville  | Sadler Rodgers | Evans (2001)  |
| 39.6            | 4.6            | N/A                          | Forksville  | Sadler Rodgers | Zacher (1994) |

## Nota
1. ↑  La Administración Nacional de Carreteras estableció la calificación de suficiencia, que va de 0 a 100, como medio para priorizar la financiación federal de los puentes. La calificación se asigna a aquellos de más de 6.1 m de largo, con base en su «idoneidad estructural, obsolescencia funcional, en su caso, y el grado de servicio que prestan al público».[27]Hay fondos federales para sustituir los puentes que obtienen una calificación de 50 o menos, mientras que los que obtienen 80 o menos son objeto de rehabilitación.[28]En 2009 Pensilvania tenía 22 280 puentes en el INP, de los cuales 43.8 por ciento tenían ya fuese deficiencia estructural (27.2 por ciento) u obsolescencia funcional (16.6 por ciento).[29]